# Kinixys homeana
Kinixys homeana (Цинікса Хома) — вид черепах з роду Цинікса родини Суходільні черепахи. Отримала назву на честь британського фізіолога сера Еверарда Хома.

## Опис
загальна довжина досягає 20—22 см. Голова середнього розміру, товста, трохи трикутної форми. Панцир більш пологий, ніж у інших представників цього роду, він простягається далеко уперед. П'ятий, центральний щит, вибоїстий. За ним, панцир різко падає вниз. Задній край панцира трохи зубчатий. Ці зубці невеликі, але гострі. З віком вони зменшуються. Лапи дуже потужні. Передні кінцівки мають 5 кігтів, задні — 4.
Голова жовтувата. Горло має сірувато—коричневий колір. Карапакс коричнево-жовтий. Пластрон коричневий. Хвіст сіро-коричневого забарвлення.

## Спосіб життя
Полюбляє тропічні, мангрові ліси по берегах річок, вологі луки. Харчується дрібними тваринами, падлом, комахами, павуками, багатоніжками, рівноногами, черевоногими молюсками, хробаками, фруктами, грибами.
Самиця відкладає від 2 до 7 яєць. Інкубаційний період триває до 4 місяців.
Місцеве населення полює на цю черепаху.

## Розповсюдження
Мешкає в Африці: Ліберія, Кот-д'Івуар, Гана, Того, Бенін, Нігерія, Камерун, Екваторіальна Гвінея, Демократична Республіка Конго, Центральноафриканська Республіка.